# 人権教育
人権教育（じんけんきょういく、human rights education）とは、学習者（児童・生徒など）の人権尊重のための知識、技術および態度を養うことを目的とする、あらゆる教育活動の総称である。また、学習者に焦点を当てる場合は人権学習（じんけんがくしゅう）と呼ばれることもある。
国連の「人権教育のための世界計画」行動計画では、「知識の共有、技術の伝達、および態度の形成を通じ、人権という普遍的文化を構築するために行う、教育、研修および情報である」と定義されている。その要素として含まれるのが、次の三つである。
(1)知識・技術……人権および人権保護の仕組みを学び、日常生活で用いる技術を身につけること。
(2)価値・姿勢……価値を発展させ、人権擁護の姿勢を強化すること。
(3)行動……人権を保護し促進する行動をとること。
つまり、ひとりひとりの存在と可能性を大切にする明日の社会を形成するため、市民のエンパワーメント（自分で意思決定し、行動できること）を目ざすのが人権教育である。

## 概要
人権教育においては、「人権」およびそれが不当に制約を受ける場面（人権問題）について話を聞いた上で、それをどのようにより良いものにしていくかを学習者が考える、という構成のものがしばしば想定される。実際には、学習者に考えさせた上で感想文やレポート、プレゼンテーションなどを実施するケースもある一方、ただ話を聞かせて終わる（学習者が考えたことについて立ち入らない）ケースもある。
現行の人権教育の指針は、国際連合から提示された「国連人権教育10年」（1995年～2004年）、「人権教育のための世界計画」（2005年～）などの公式文章に準拠している。そのため、人権教育においては文部科学省に加えて法務省も関与している。なお、日本では、従来より同和教育などで人権教育に相当する実践が行われてきており、その実践を継承する形で取り組んでいるところも少なくない。
なお、ウィーン宣言及び行動計画の第2部のD.（第78項から第82項）においては、教育が「人格の自由な発展と人権と基本的自由の尊重の強化」を目標にすべきことが説かれ、その目標のために国際人権法や国際人道法、民主政治、法の支配、社会正義を全ての、正規または非正規の教育課程の教科に取り入れることを求めている。

## 日本における人権教育
日本における人権教育は、かつての同和教育を継承・拡張させてきた側面を持ち、社会的少数者への認識を深め、差別に反対し平等な社会を築くことをめざした学習が中心となっている。
同和教育で問題にされたのは、被差別部落出身者に対する差別であった。しかし次第に内容が拡張され、在日韓国・朝鮮人の問題、女性の問題、障害者や高齢者の問題、子供の問題なども含めた人権問題一般を扱う人権教育に発展した。また、国による同和対策も進行して実体としての差別的状況がおおよそ改善されたこと、人々の意識に上る被差別部落が減ったことなどの状況の変化があり、地対財特法などの特別措置も期限が切れ、具体的対象が明確化しづらくなったこと（被差別部落というべき対象の形式的な消失）から、同和という言葉そのものの存在理由が見いだしづらくなり、かつての同和対策事業から人権啓発事業に切り替えられた。
なお、人権啓発および人権教育においては、あらゆる社会的少数者に目を向けなければならないといわれている。それは上記の事情のほか、人権問題において用いられてきた概念の変化にも影響している。
- 「在住外国人」：ニューカマーの急増により、在住外国人＝韓国人・朝鮮人ではなくなった。
- 「障害者」：これまで障害と認識されなかったものが、障害と認識されるようになった（＝「見えない」障害者の存在が知られた）。

学校教育においては、解放運動が盛んである近畿地方でよく行われている。特別活動や総合的な学習の時間、および社会科の時間に行われることが多い。また、日本国憲法や児童の権利条約のような抽象度の高い内容がある一方、同和問題・男女差別・外国人差別など、具体的なテーマに基づいたものも多い。

### 人権教育のテーマ
具体的なテーマとして、「人権教育・啓発に関する基本計画」（平成14年3月閣議決定）では以下の10項目があげられている（ただし以下は例示であり、ここであげられていない諸問題も「人権教育」の対象となりうる）。
女性
性差別、ジェンダーの問題などを含む。性教育も参照。
子ども
いじめ、学力保障、虐待、体罰などの問題を含む。子どもの権利も参照。
高齢者
社会福祉の問題などを含む。
障害者（身体障害者・知的障害者）
社会福祉の問題などを含む。
同和問題
部落差別、えせ同和行為の問題などを含む。
アイヌの人々
日本の民族問題も参照。
外国人
在日外国人の問題、定住外国人の問題を含む。
HIV感染者・ハンセン病患者等
その他の医療事故に伴う患者の問題を含む。
刑を終えて出所した人、犯罪被害者等
前科、冤罪の項目も参照。
その他
マスメディアやインターネットによる人権侵害など。
この他、日本国憲法で定められた基本的人権など、法に定められた「人権」についての教育も行われている。

### 人権教育の方法
通常の講義型のほか、外部講師による講演形式、ワークショップ、調べ学習など、さまざまな形式が存在する。にんげんをはじめ、人権教育を目的にしたテキストも数多く発行され、用いられている。

### 人権教育に関する用語

#### 「人権教育」の概念
法務省・文部科学省が提示する「人権教育」とは、「人権尊重の精神の涵養を目的とする教育活動」である。
他方、一部の教育学者は、「人権教育」について次の4つの側面を述べてきた。「国連人権教育の10年」においても、森実の解説のもと、こうした側面に注目した説明がなされている。
人権のための教育（Education for human rights）
人権を守り育てる教育のこと。教育の目的に焦点を当てた概念。
人権としての教育（Education as human rights）
「教育を受けること自身が人権である」という観点に立って、教育機会を奪われてきた人達に教育を保障することを意味した概念。
人権を通じての教育（Education in or through human rights）
人権教育はその学習過程そのものも人権が守られた状態で展開されるべきことを述べたもの。
人権についての教育（Education on or about human rights）
人権について教えること。狭義の「人権教育」とされている。
その他、論者によって「人権教育」の意味が異なるケースがある。

## 関連用語
隠れたカリキュラム（Hidden Curriculum）
教育する側が意図する、しないに関わらず、学校生活を営む中で、児童生徒自らが学びとっていく全ての事柄を指す用語。学校・学級の「隠れたカリキュラム」は、それらの場の在り方や雰囲気などにより構成される。もとは教育社会学の用語。
効果のある学校（Effective School）
人権感覚の育成が、児童生徒の自主性や社会性などの人格的な発達を促進するばかりでなく、学校の役割の大事な部分を占める学力形成においても成果を上げる、という仮説。「教育的に不利な環境の下にある児童生徒の学力水準を押し上げている学校」において、学力向上と人権感覚の育成とが併せて追求されている点に注目してこの名称がつけられている。
自己肯定感 ／セルフ・エスティーム（Self Esteem）
自己の存在や在り様を尊重する（大切に思う）感情のこと。人権教育においては、自己肯定感を高めることが他人を思いやることにつながるとされている。
エンパワーメント（Empowerment）
個人や集団が自らの生活への統御感を獲得し、組織的、社会的、構造に外郭的な影響を与えるようになる過程を指す用語。学習者自身の学習権を保障するとともに、学習者に人権問題に対抗できるだけの能力を獲得させなければならないとする考え方を提示する。